# IPad mini

IPad mini.

iPad Mini первого поколения (стилизованный и продаваемый как iPad mini) представляет собой мини-планшет, разработанный и продаваемый Apple Inc. 
Он был анонсирован 23 октября 2012 года как четвертый основной продукт в линейке iPad и первый линейки iPad mini с уменьшенным размером экрана 7,9 дюймов (20 см) по сравнению со стандартными 9,7 дюймами (25 см). Он имеет те же внутренние характеристики, что и iPad 2, включая разрешение экрана.
iPad Mini первого поколения получил положительные отзывы: рецензенты хвалили устройство за размер, дизайн и доступность приложений, но критиковали использование проприетарного разъема питания, отсутствие расширяемой памяти, маломощный чип Apple A5 с 512 МБ ОЗУ, и отсутствие дисплея Retina.

## История
16 октября 2012 года Apple объявила о мероприятии для СМИ, запланированном на 23 октября в Калифорнийском театре в Сан-Хосе, Калифорния. Компания не раскрыла тему мероприятия, но многие ожидали, что это будет iPad Mini. В день мероприятия генеральный директор Apple Тим Кук представил новую версию семейства MacBook и новые поколения MacBook Pro, Mac Mini и iMac, а затем iPad mini и более дорогой iPad четвертого поколения.
Он был выпущен 2 ноября 2012 года. Стартовая цена в США начиналась с 329 долларов за модель на 16 ГБ; прейскурантная цена в Великобритании составляла 269 фунтов стерлингов за модель на 16 ГБ, 349 фунтов стерлингов за модель на 32 ГБ и 429 фунтов стерлингов на модель на 64 ГБ. Подобные выпуски были сделаны почти на всех рынках Apple. Модели на 32 ГБ и 64 ГБ были сняты с производства с выпуском их преемников, iPad Mini 2 и iPad Air 1, 22 октября 2013 года, а спустя почти 3 года, 19 июня 2015 года, оставшаяся модель на 16 ГБ также была снята с производства. Помимо того, что iPad mini больше не продается в магазинах, он больше не получает обновлений программного обеспечения и не поддерживается Apple.

## Программное обеспечение
iPad Mini поставлялся с iOS 6.0. Он может выступать в качестве точки доступа с некоторыми операторами связи, обмениваясь своим интернет-соединением через Wi-Fi, Bluetooth или USB, а также получать доступ к App Store, платформе распространения цифровых приложений для iOS, разработанной и поддерживаемой Apple. Сервис позволяет пользователям просматривать и загружать приложения из iTunes Store, разработанные с помощью Xcode и iOS SDK и опубликованные через Apple. В App Store доступны приложения GarageBand, iMovie, iPhoto и iWork (Pages, Keynote и Numbers). В настоящее время последними версиями являются iOS 9.3.6 (для моделей Wi-Fi+Cellular) и iOS 9.3.5 (только для моделей Wi-Fi).
iPad Mini поставляется с несколькими предустановленными приложениями, включая Siri, Safari, Mail, Photos, Video, Music, iTunes, App Store, Maps, Notes, Calendar, Game Center, Photo Booth и Contacts. Как и все устройства iOS, iPad может синхронизировать контент и другие данные с Mac или ПК с помощью iTunes, хотя iOS 5 и более поздние версии могут управляться и создавать резервные копии с помощью iCloud. Хотя планшет не предназначен для совершения телефонных звонков через сотовую сеть, пользователи могут использовать гарнитуру или встроенный динамик и микрофон и совершать телефонные звонки через Wi-Fi или сотовую связь с помощью приложения VoIP, такого как Skype. В устройстве есть диктовка, использующая ту же технологию распознавания голоса, что и в iPhone 4S. Пользователь говорит, и iPad печатает то, что он говорит, на экране при условии, что iPad подключен к Wi-Fi или сотовой сети.
На устройстве есть дополнительное приложение iBooks, в котором отображаются книги и другой контент в формате ePub, загруженный из iBookstore. Несколько крупных книгоиздателей, в том числе Penguin Books, HarperCollins, Simon & Schuster и Macmillan, взяли на себя обязательство издавать книги для этого устройства. Несмотря на то, что они являются прямыми конкурентами Amazon Kindle и Barnes & Noble Nook, и Amazon.com, и Barnes & Noble предлагают приложения для чтения электронных книг для iPad.
17 сентября 2014 года iOS 8 была выпущена для iPad Mini первого поколения и всех устройств Apple. Однако некоторые новые функции программного обеспечения не поддерживаются из-за относительно устаревшего оборудования, которое использовалось на iPad 2.
16 сентября 2015 года iPad Mini получил обновление iOS 9, но в нем нет новых функций многозадачности, представленных на других iPad.
13 июня 2016 года Apple объявила об обновлении iOS 10 с некоторыми крупными обновлениями мобильной операционной системы. Однако iPad Mini не получил это обновление (наряду с другими устройствами, использующими процессор A5, включая iPhone 4S, iPad 2, iPad (3-го поколения) и iPod Touch (5-го поколения) из-за аппаратных ограничений.
Хотя многие в отрасли ожидали, что Apple остановит последние обновления iOS для iPad Mini, это, однако, вызвало некоторую критику, поскольку устройство продавалось до июня 2015 года, а к июню 2016 года больше не было версий операционной системы, кроме iOS 9 должны были быть доступны для планшета.

## Аксессуары
Smart Cover, представленный в iPad 2, представляет собой защитную пленку для экрана, которая с помощью магнитов прикрепляется к лицевой стороне iPad. Меньшая версия была доступна для iPad Mini 1, но более поздние модели, включая iPad Mini 4, также используют собственную обложку Smart Cover. Крышка имеет три складки, которые позволяют превратить ее в подставку, скрепленную магнитами. Смарт-обложки имеют дно из микрофибры, которое очищает переднюю часть iPad и активирует устройство при снятии обложки. Он поставляется в шести цветах полиуретана.
Apple предлагает и другие аксессуары, в том числе клавиатуру Bluetooth, несколько типов вкладышей или наушников и множество адаптеров для разъема Lightning. AppleCare и бесплатная гравировка также доступны для iPad Mini.

## Характеристики
Дисплей:
- Диагональ 7,9 дюйма (технология IPS) с LED-подсветкой; Мультитач;
- Разрешение 1024 × 768 пикселей (163 пикселя/дюйм).

Процессор:
- Двухъядерный процессор Apple A5

Встроенная флеш-память:
- 16, 32 или 64 ГБ в зависимости от модели

Камера iSight
- Фотографии с разрешением 5 мегапикселей, автофокусировка, распознавание лиц, датчик освещённости на задней панели, пятилинзовый объектив, гибридный ИК-фильтр, диафрагма ƒ/2.4.

Размер и масса
- Длина: 203,2 мм
- Ширина: 134,8 мм
- Толщина: 6,1 мм
- Масса: 298,8 г (Wi-Fi + Cellular), 304 г (Wi-Fi)

Цвет: Чёрный или серебристый

### Связь
Планшет выпускается в трёх вариантах, два из которых имеют возможность передачи данных через сети сотовой связи.
Модель с поддержкой GSM может работать в сетях:
- GSM/EDGE (850, 900, 1800, 1900 МГц)
- UMTS/HSPA+/DC-HSDPA (850, 900, 1900, 2100 МГц)
- LTE (диапазоны 4 и 17)
- Беспроводная технология Bluetooth 4.0

Модель c поддержкой CDMA:
- CDMA EV-DO Rev. A and Rev. B (800, 1900, 2100 МГц)
- GSM/EDGE (850, 900, 1800, 1900 МГц)
- UMTS/HSPA+/DC-HSDPA (850, 900, 1900, 2100 МГц)
- LTE (диапазоны 1, 3, 5, 13, 25)
- Беспроводная технология Bluetooth 4.0

Модель с поддержкой только Wi-Fi
- Wi-Fi 802.11a/b/g/n (802.11n, 2,4 ГГц и 5 ГГц)
- Беспроводная технология Bluetooth 4.0

## Стоимость
Стоимость моделей iPad mini в США на момент начала продаж составляла:
|                  | 16GB | 32GB | 64GB |
| ---------------- | ---- | ---- | ---- |
| Wi-Fi            | $329 | $429 | $529 |
| Wi-Fi + Cellular | $459 | $559 | $659 |

Модели с поддержкой сотовой сети уже продаются с 16 ноября 2012 года в Apple Store, AT&T, Sprint, Verizon в США.
В пятницу, 14 декабря, в 18:00, в России начались официальные продажи iPad mini.
19 июня 2015 года iPad mini снят с продажи.

## Прием
Обзоры iPad Mini первого поколения были положительными: рецензенты высоко оценили размер устройства, дизайн и доступность приложений, но при этом критикуют использование фирменного разъема питания и отсутствие расширяемой памяти и дисплея Retina. Устройство конкурирует с такими планшетами, как Amazon Kindle Fire HD, Google Nexus 7 и Barnes & Noble Nook HD. Джошуа Топольски из The Verge похвалил промышленный дизайн iPad Mini, но раскритиковал отсутствие дисплея Retina и цену.

## Наследие

### iPad mini with Retina display
Новый iPad mini с дисплеем Retina поступил в продажу в ноябре 2013 года. По сравнению с предшествующей моделью планшет претерпел значительное функциональное обновление. 64-битный процессор Apple A7 увеличил производительность и расширил возможности поддержки программного обеспечения, приложений и игр. Дисплей Retina же обеспечил сверхвысокое разрешение и плотность пикселей для комфорта восприятия изображения.

### iPad mini 3 WIth Touch ID.
Новый iPad mini, с дисплеем Retina, поступил в продажу в ноябре 2014 года. Особенностью данного устройства по сравнению с предшествующей моделью является наличие сканера отпечатка пальцев Touch ID.

### iPad mini 4
Новый iPad mini был представлен в сентябре 2015 года. Ключевой особенностью данной модели является новый процессор Apple A8, аналогичный применяемому в iPhone 6, а также наличие двух гигабайт оперативной памяти. Это позволило компании Apple выпустить обновление до новой iPadOS 15.

### iPad mini (2019)
Новый iPad mini был представлен 18 марта 2019 года. Новый iPad mini 2019 года получил улучшенный процессор A12 Bionic и поддержку Apple Pencil.

### iPad mini (2021)
Представлен 14 сентября 2021 года. Процессор A15 Bionic, сканер отпечатка пальца перенесён на кнопку включения питания на ребро планшета, освободив на передней поверхности почти всё место для экрана, который стал чуть больше, при том, что сам планшет сохранил прежний размер. Поддержка второго поколения Apple Pencil с беспроводной зарядкой.